# Santa Ponça

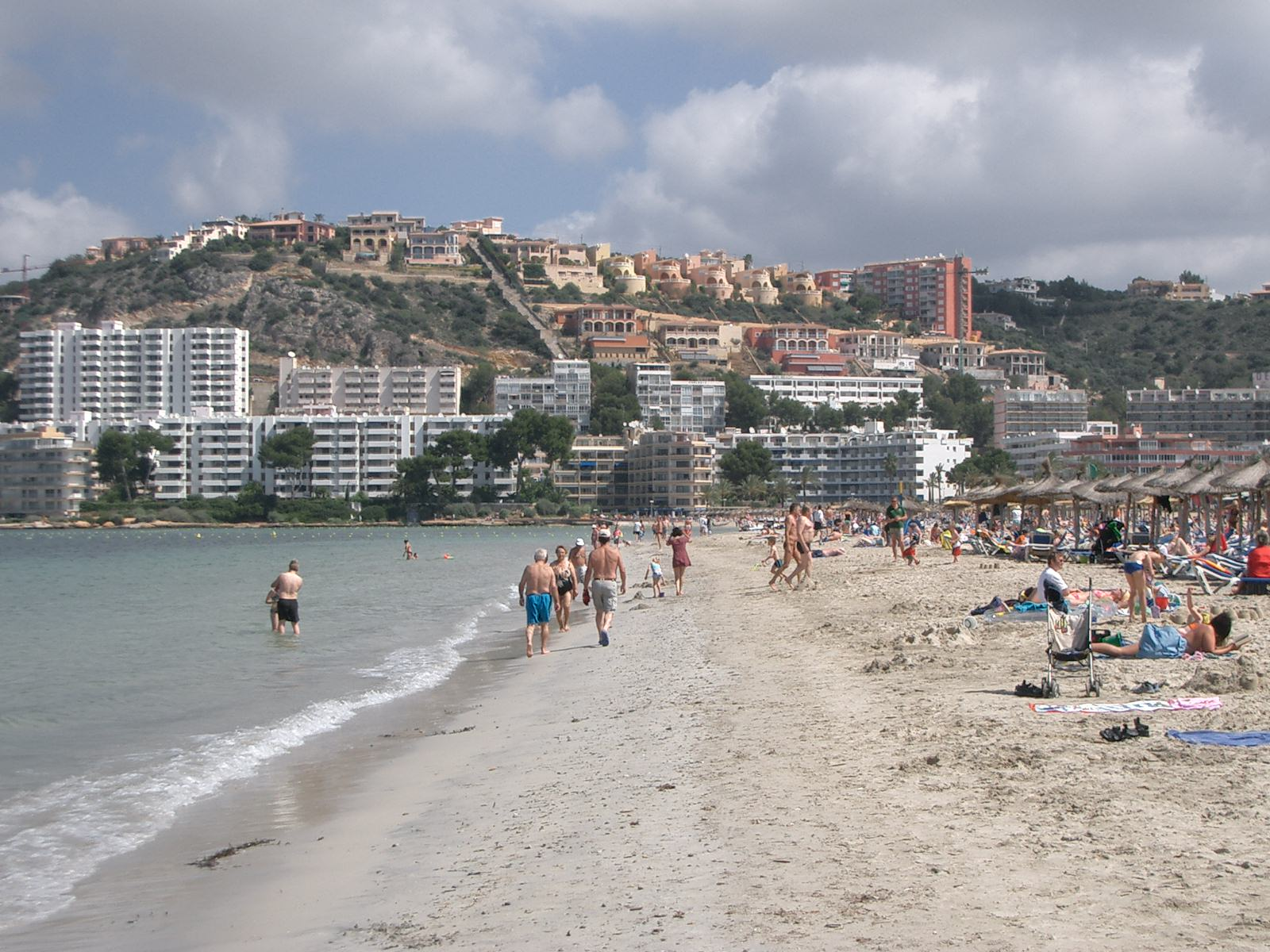
Strand mit Hotels im Hintergrund

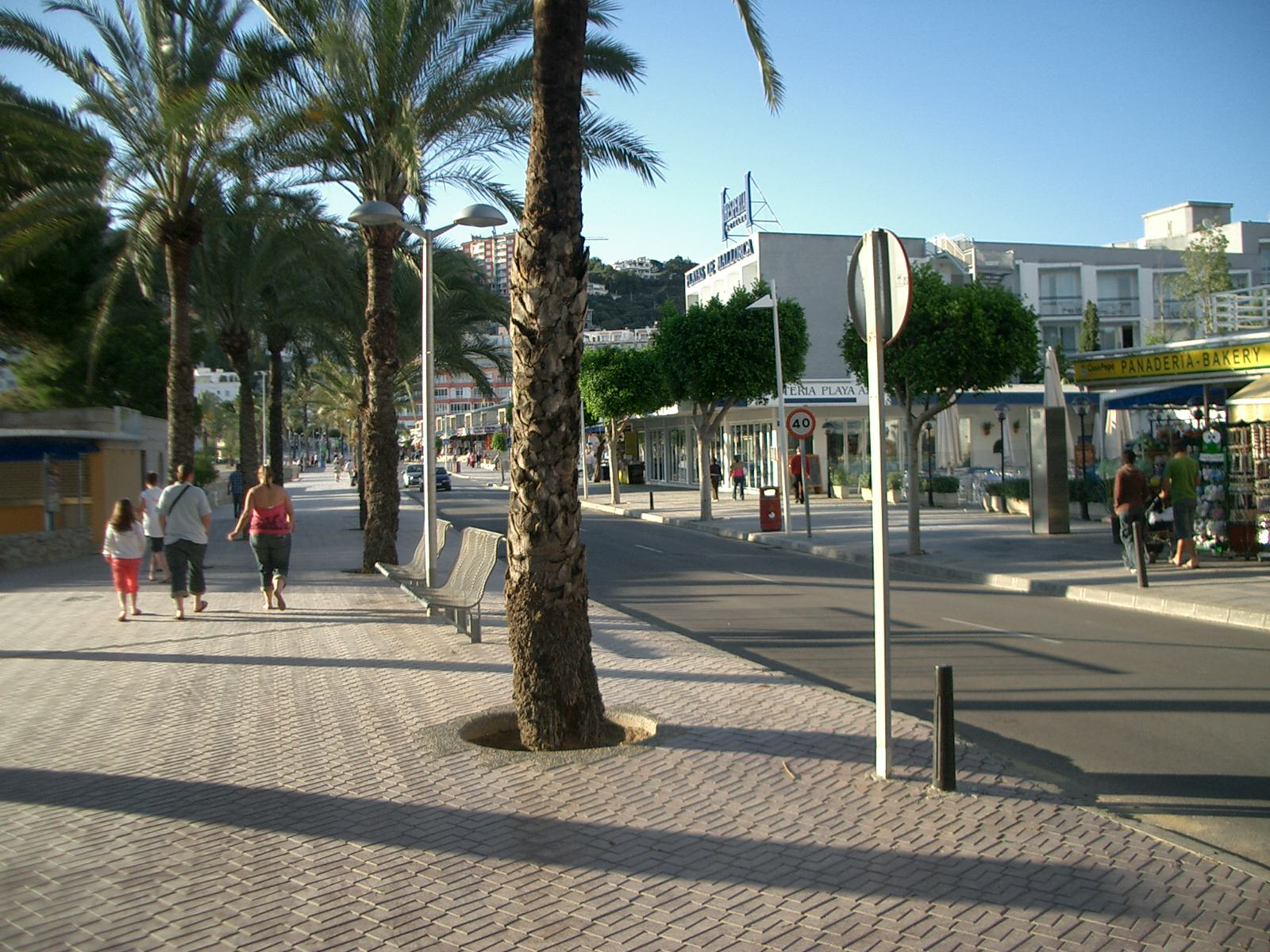
Strandboulevard

Santa Ponça (im Deutschen und Englischen oft auch die kastilische Bezeichnung: Santa Ponsa) ist ein Ort im Südwesten der Baleareninsel Mallorca. Er gehört zur Gemeinde Calvià. Santa Ponça hat 11.999 Einwohner (Stand 2021).

## Ortsbeschreibung
Santa Ponça gruppiert sich um eine lang gestreckte, von steilen Felswänden umgebene Bucht. Der im Vergleich zum Nachbarort Peguera kleinere Sandstrand, der von einem Kanal durchflossen wird, befindet sich an der Stirnseite der Bucht. Angeschlossen ist eine kleine Grünanlage. Von einer mäßig stark befahrenen Uferstraße abgetrennt ziehen sich Restaurants, Cafés und Souvenirläden die Strandzone entlang. Voluminöse, fünf- und sechsstöckige Mittelklassehotels in einheitlicher Ausstattung dominieren das Nordufer und den mittleren Bereich.
Wenige Gehminuten vom Zentrum entfernt befindet sich ein malerisch gelegener Yachthafen. Entlang des Nord- und Südufers erstrecken sich Villenbezirke. Hier haben sich zahlreiche Deutsche niedergelassen. Es gab eine deutsche Schule, die allerdings 2011 geschlossen wurde. Im Einzugsbereich von Santa Ponça liegt derzeit die englische Schule „Baleares International College“ im Nachbarort Magaluf. Es gibt ein kleines deutsches Kulturzentrum. Hinter der Hotelfront der Nordküste existiert das deutlich kleinere touristische Zentrum „The Square“. Im Umland gibt es drei Golfplätze, sowie den 2009 neu erbauten Hafen Port Adriano, welcher grenznah zur Gemeinde El Toro liegt.

## Geschichte
In der Nähe des Ortes, im Archäologischen Park Puig de sa Morisca, befinden sich die Reste einer Siedlung der Talaiot-Kultur, die teilweise ausgegraben und restauriert wurden. Sie war von etwa 1200 v. Chr. bis zur christlichen Rückeroberung im 13. Jahrhundert n. Chr. bewohnt. Am 10. September 1229 landete Jaume I. von Aragón mit einer Streitmacht in der Nähe des heutigen Yachthafens und leitete damit die Rückeroberung der Insel von den muslimischen Mauren ein. Zum Gedenken wurde an dieser Stelle eine Säule errichtet. Heute werden jeweils am ersten Septemberwochenende am Strand die Kämpfe bei der Landung nachgespielt.

## Sehenswürdigkeiten
- Cruz del Descubrimiento: König Jaume I. trat am 10. September 1229 um Mitternacht mit seinen katalanischen Truppen in der Gegend des heutigen Santa Ponça an Land. Seiner Ankunft und des ersten Kampfes mit den Arabern wird beim Fest Rei en Jaume gedacht.

- Platja de Santa Ponça: Von den Einheimischen auch als „der große Strand“ bezeichnet. Der mit der blauen Flagge ausgezeichnete Strand ist die Hauptattraktion des Ortes.

- Parc Arqueológic Puig de sa Morisca: Der Puig de sa Morisca (übersetzt: „Maurische Spitze“) ist ein Hügel, der seit 2002 als archäologischer Park zugänglich ist.

## Klima

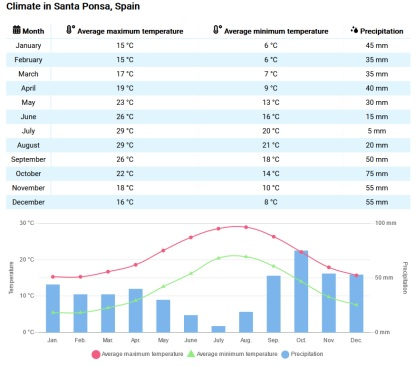

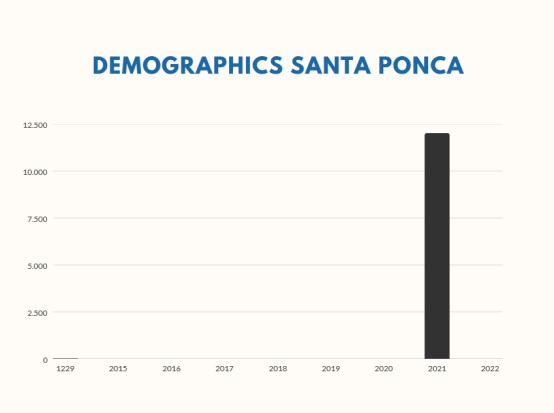

Santa Ponça ist ein beliebtes Touristenziel im Südwesten Mallorcas. Die Anlage ist 17 Kilometer vom Zentrum der Hauptstadt Palma de Mallorca entfernt. Die Küstenlinie der Stadt wird von den zahlreichen Hotels und dem Strand dominiert. Das Zentrum von Santa Ponça erstreckt sich entlang der Strandpromenade des Dorfes. An der Strandpromenade gibt es zahlreiche Geschäfte und Restaurants. In der Nähe befinden sich auch mehrere Golfplätze.
Santa Ponça hat ein mediterranes Klima, das stark vom Mittelmeer beeinflusst wird. Der Sommer ist die trockenste Zeit des Jahres. Die meisten Niederschläge fallen in Santa Ponça im Winter.

## Öffentliche Verkehrsmittel
Santa Ponça besitzt eine gut ausgebaute Busverbindung mit dem Rest der Insel. Die meisten halten am Hauptbusterminal in der Nähe des Placa d’Espanya in Palma de Mallorca.

## Persönlichkeiten
- Costa Cordalis (1944–2019), Schlagersänger, lebte und starb in Santa Ponça.